# クイーン・エリザベス (空母)
クイーン・エリザベス（英語: HMS Queen Elizabeth, R08）は、イギリス海軍の航空母艦。クイーン・エリザベス級航空母艦の1番艦。艦名はエリザベス1世に由来する。

## 艦歴

### 建造

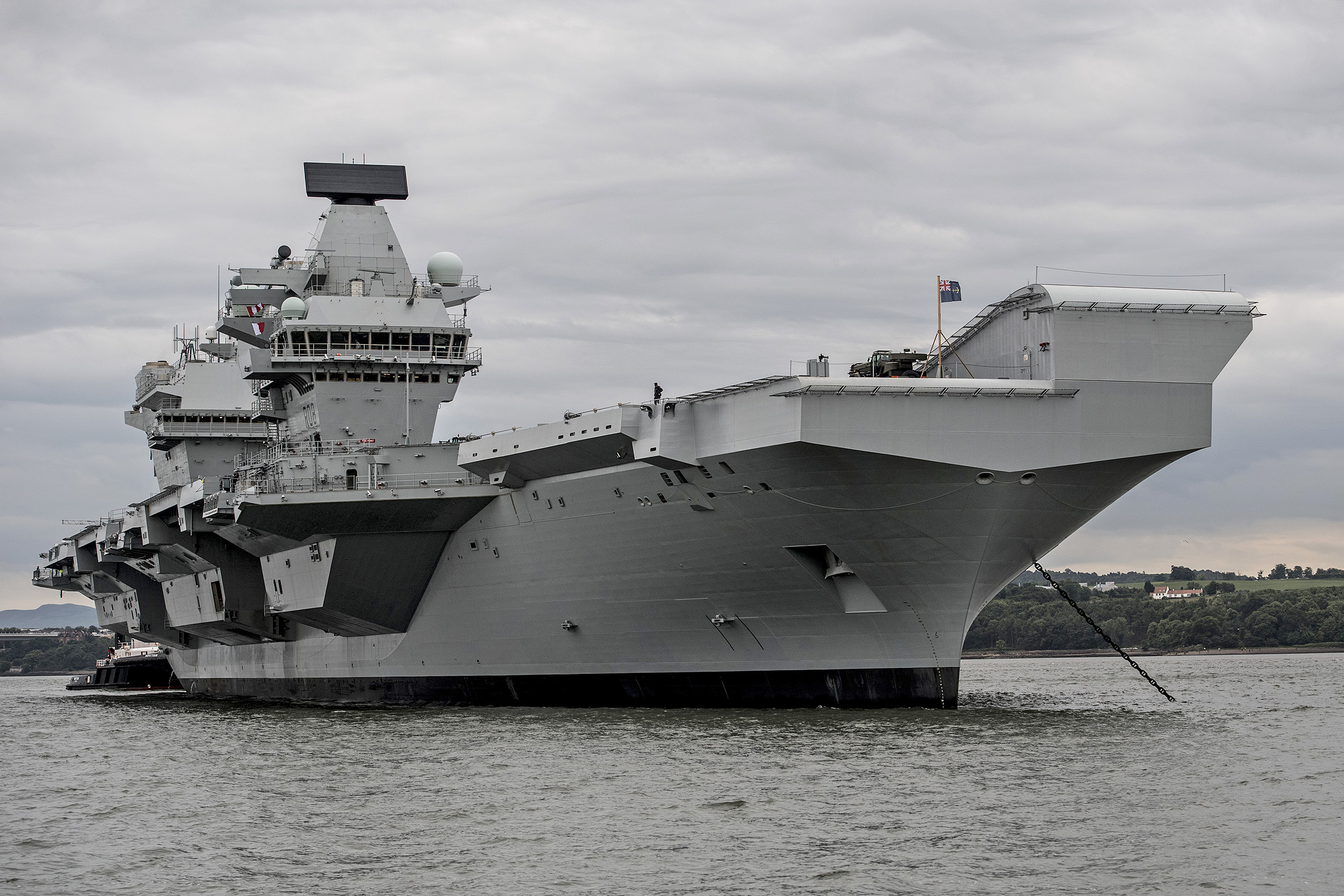
「クイーン・エリザベス」（2017年6月26日）

2007年7月25日、国防大臣デズ・ブラウンは、総額38億ポンドで2隻の新型空母の発注を発表した。このニュースは政治家、労働組合に歓迎された。この時点の計画ではスキージャンプ式滑走路を備え、艦載ヘリコプターのほかV/STOL型であるF-35Bを積む予定であった。

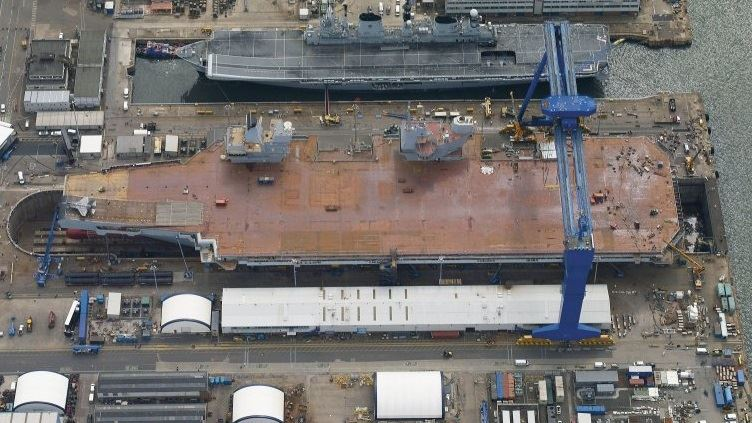
「クイーン・エリザベス」と「イラストリアス (空母・2代)」（2014年7月4日）

2009年7月9日に起工。船体は9つの区画が6つの造船所で建造され、フォース湾に面したロサイス造船所で繋ぎ合わされた。
2008年12月11日、国防大臣ジョン・ハットンは、2隻の新型空母の就役が当初予定の2014年と2016年よりも1年か2年遅れると発表した。
2010年10月、新型空母の搭載機は開発が著しく遅延しているF-35BからCTOL型のF-35Cへと変更された。この時点で1番艦は36機のF-35Cと12機のヘリコプターを搭載する能力を備える2番艦と異なり、ヘリコプターのみを艦載機として搭載するヘリ空母として2016年に就役し、2019年の2番艦の就役を待って予備役に編入される予定であった。
2012年5月10日、イギリス政府はF-35Cの実戦配備が2023年まで遅れる見込みのため、搭載機を再度F-35Bに変更すると発表した。
2014年7月4日、「クイーン・エリザベス」の進水式が挙行された。エリザベス2世及びフィリップ王配が臨席し、女王はボウモア蒸溜所のウイスキーが入ったボトルを船体にぶつけて進水を祝った。
2017年6月26日、試験航海に向けてロサイス造船所から出航。試験航海への出発時、国防大臣のマイケル・ファロンは「（唯一の空母「アドミラル・クズネツォフ」が旧式である）ロシアはうらやむことになる」「ロシアが近づきすぎないようあらゆる措置をとる」と発言。これに対してロシア国防省が「（クィーン・エリザベスは）格好の標的」とやり返す一幕があった。

### 就役後
2017年12月7日に就役。直後の12月19日、イギリス国防省は、試験航海中にプロペラシャフトのシール部分から浸水が発見されたと発表。『ザ・サン』紙では、漏水の規模を毎時200リットルとしている。
2018年9月28日、英国防省は「クイーン・エリザベス」で初めてF-35Bの着艦に成功したと発表された。
2019年2月11日、英国防省は「クイーン・エリザベス」を2021年以降に太平洋、地中海、中東沖に派遣すると発表した。また、F-35を搭載することも同時に発表している。
2021年1月27日、イギリス海軍の艦隊旗艦の任務を揚陸艦「アルビオン」から継承した。6月4日～5日、フランスのトゥーロン沖合で、同国の原子力空母「シャルル・ド・ゴール」と初めての合同訓練を行った。6月22日、イギリス国防省は、アメリカ海兵隊とイギリス軍のF-35Bが「クイーン・エリザベス」の艦載機として、中東でイスラーム過激派組織ISILに対する掃討作戦を行ったと発表した。

### フォーティス作戦
2021年、第21空母打撃群（CSG 21）によるインド洋方面への遠洋航海「フォーティス作戦（Operation Fortis、ラテン語で「強い」「強固な」の意）」が実施されることになり、「クイーン・エリザベス」は5月1日にポーツマスを出航した。北海で慣熟訓練とNATOの演習「スカイウォーリア」に参加し、いったん帰還して補給を行った。再出航直前の5月22日には、エリザベス2世の訪問を受けた。5月22～24日に再出航し、NATOの演習に参加しながら、5月27日、地中海、インド洋、極東地域に至る7か月に及ぶ航海に出発した。
6月9日、最初の寄港地であるシチリアに入港し、イギリス・イタリア・トルコの国防大臣による会談が行われた。6月13日にシチリアを出航し、6月23日にはクレタ島沖からISIL掃討作戦「シェイダー」に参加。爆装したアメリカ海兵隊第211海兵戦闘攻撃飛行隊とイギリス空軍第617中隊のF-35Bがシリア北部のISIL拠点を爆撃した。
6月30日、キプロスのリマソールに入港し、乗組員の休養を行った。7月6日にはCSG 21はスエズ運河を通過し、7月11日〜12日にかけて、海上自衛隊派遣海賊対処行動水上部隊の護衛艦「せとぎり」及び派遣海賊対処行動航空隊の哨戒機P-3Cなどとソマリア沖・アデン湾で共同訓練を行ったと7月13日に発表された。
7月14日、定期検査を行ったところ、乗組員約3,700人のうち、約100人が新型コロナウイルスに感染していたことが判明したと発表した。キプロス寄港中に乗組員の上陸が認められていたことがあり、7月4日を境に感染が流行し始めたという。なお、乗組員は全員がワクチンを接種していた。また、今後の作戦に支障はないとの見解も同時に発表している。7月20日には、インド洋上でインド海軍と合同演習を行い、9月中にCSG 21が自衛隊基地及び在日米軍基地に寄港すると発表した。空母打撃群は横須賀や呉、佐世保、舞鶴、大湊などそれぞれの海上自衛隊基地に寄港し、横須賀の在日米軍基地に入港する予定だった。その後、9月4日から9日にかけて入港することが正式に発表された。乗組員の上陸は許可されず、艦艇の一般公開等も行われなかった 。CSG 21は7月26日シンガポールに寄港後、南シナ海を北上したが、この間に中国人民解放軍海軍に追跡された。
8月2日、ルソン海峡を経て初めて太平洋に出た「クイーン・エリザベス」は、8月6日にグアムのアプラ港に入港して約1週間の休養を摂った。出航後、フィリピン海に向かったCSG 21は、8月24日から米海軍強襲揚陸艦「アメリカ」遠征打撃群（AMA ESG）と大規模広域訓練「ノーブルユニオン」を実施し、8月25日～8月28日には、沖縄南方海空域において、海上自衛隊のヘリコプター搭載護衛艦「いせ」、護衛艦「あさひ」、オランダ海軍「エヴァーツェン」を加えた日英米蘭共同訓練「パシフィック・クラウン21-1、21-2」を行った。
8月25日、韓国国防部は8月30日〜9月1日まで、CSG 21と大韓民国海軍が災害発生時の救助作業の合同訓練などを行うと発表した。なお、当初は釜山港に入港する予定であったが、前述した新型コロナウイルスによる感染が艦内で拡大していたため、本艦の入港は見送ると発表した。東シナ海から対馬海峡を経て、日本海に入ったCSG 21は、予定通り8月30日から9月1日に韓国海軍との合同演習を行った。韓国海軍とイギリス海軍の合同演習は史上初のことであり、韓国海軍からは独島級揚陸艦「独島」や潜水艦、駆逐艦らが参加した。
9月2日から、東シナ海から四国南方を経て関東南方に至る海空域において、再び海自艦艇等と日英米蘭加共同訓練「パシフィック・クラウン21‐3」を実施した。海自からは護衛艦が「いせ」の他6隻、潜水艦1隻、P‐1哨戒機が、航空自衛隊からはＦ-2、Ｆ-15戦闘機、E-767早期警戒管制機が参加し、対抗戦、防空戦、対潜戦等を実施する。また、英国空母打撃群には、カナダ海軍フリゲート「ウィニペグ」が加わった。9月3日、翌4日から9日にかけてCSG 21の米軍横須賀海軍施設への寄港が発表され、予定通り9月4日に横須賀基地へ入港した。9月6日には岸信夫防衛大臣が横須賀を訪れて、「クイーン・エリザベス」を視察した。9月8日、当初の予定を1日早めて横須賀を出港し、翌9日まで関東東方の海空域において、海上自衛隊護衛艦「いせ」「いずも」及び航空自衛隊F-35A、E-767等と日英米蘭加共同訓練「パシフィック・クラウン21‐4」を実施した。9月13日、再びグアム島のアプラ港に寄港したCSG 21は、1ヶ月ぶりとなる乗員の休養を経て、9月27日に出航した。
10月2日から10月3日には、沖縄南西海空域において海上自衛隊護衛艦「いせ」「きりしま」「やまぎり」、米海軍空母「ロナルド・レーガン」「カール・ヴィンソン」、カナダ海軍フリゲート「ウィニペグ」、ニュージーランド海軍フリゲート「テ・カハ」と日米英蘭加新共同訓練を実施し、翌10月4日から9日にかけて、南シナ海において海上自衛隊護衛艦「しらぬい」と日米英蘭加新共同訓練を実施した。さらに10月15日から18日には海上自衛隊護衛艦「かが」「むらさめ」、米海軍空母「カール・ヴィンソン」他、米海軍、豪海軍と日米豪英共同訓練を実施する。11月11日、アデン湾において海上自衛隊派遣海賊対処行動水上部隊の護衛艦「ゆうぎり」との間で共同訓練を実施した。
共同訓練を終えたCSG 21は、ルソン海峡を経て帰国の途に就き、10月11日にシンガポールに寄港。インド洋上では、インド海軍と共同訓練を実施した。11月16日にはスエズ運河を通過して地中海に入ったが、11月16日に艦載機のF-35Bが発艦に失敗して墜落した。墜落した機体は、ロシアに渡ることを防ぐためにイギリスやアメリカのサルベージ船、イタリアが協力して捜索を行い、2週間後に発見された。その後1週間かけてイギリス国防省が引き揚げ、12月7日に回収したと発表された。11月21日には、同じくF-35Bを運用するイタリア海軍の空母「カヴール」とクロスデッキ訓練を行った。11月24日、第211海軍飛行隊の機体と要員が艦を離れて帰国の途に就き、12月8日には第617中隊などの艦載機が「クイーン・エリザベス」を離れて基地に向かった。12月9日に「クイーン・エリザベス」などCSG 21の大半の艦が帰港し、翌12月10日に随伴艦「ケント」がポーツマスに帰港して、224日にわたる作戦が終了した。この作戦の移動距離は、「クイーン・エリザベス」だけで約9万700km、CSG 21全体で約92万6,000kmに及び、CSG 21は42ヶ国3地域を訪問、17ヶ国と18の大規模演習を実施した。

### アメリカ訪問
2022年、推進器の不調で修理を行うことになった「プリンス・オブ・ウェールズ」に代わり、「クイーン・エリザベス」がF-35の習熟訓練と無人機運用技術の確立のために、アメリカ東海岸への遠洋航海に向かうことになった。9月7日、「クイーン・エリザベス」はポーツマスを出航し、アメリカ東海岸へ向かった。出航直後の9月9日には、前日8日にエリザベス2世が崩御したことに伴い、飛行甲板に半旗を掲揚し96発の弔砲を発射した。「クイーン・エリザベス」は9月25日にニューヨークに寄港した。

## 英国空母打撃群
2021年4月、「クイーン・エリザベス」を中心とする英国空母打撃群をCSG21と称し、構成艦艇が発表され、45型駆逐艦2隻、23型フリゲート2隻、タイド型給油艦 、フォート・ヴィクトリア級補給艦 各1隻とアメリカ海軍アーレイ・バーク級ミサイル駆逐艦とオランダ海軍デ・ゼーヴェン・プロヴィンシェン級フリゲート各1隻のNATO諸国も含まれる混成艦隊で編成され、航空部隊もイギリス空軍とアメリカ海兵隊のF-35BライトニングII部隊及びイギリス海軍SAR対応ワイルドキャット HMA.2部隊とマーリン HM.1部隊の英米混成編成となり、公表されないアスチュート級原子力潜水艦も帯同し、更にNATO所属艦艇が参加するとする報道もあり、この編成で年内予定される西太平洋遠征が実施されるとみられている。
- 旗艦空母
  - クイーン・エリザベス（HMS Queen Elizabeth：R08）
    - イギリス空軍第617飛行隊「ダムバスターズ」（RAF 617SQ）：F-35B 8機
    - イギリス海軍815海軍航空隊（815 NAS）、820海軍航空隊（820 NAS）：ワイルドキャット HMA.2
    - イギリス海軍845海軍航空隊（845 NAS）：マーリン HM.1
    - アメリカ海兵隊第211海兵戦闘攻撃飛行隊（英語版）（USMC VMFA-211）：F-35B 10機
- 45型駆逐艦
  - ダイヤモンド（HMS Diamond：D34）
  - ディフェンダー（HMS Defender：D36）
- 23型フリゲート
  - リッチモンド（HMS Richmond：F239）
  - ケント（HMS Kent：F78）
- アスチュート級原子力潜水艦
  - アートフル（HMS Artful：S121）
- 米海軍アーレイ・バーク級ミサイル駆逐艦
  - ザ・サリヴァンズ （USS The Sullivans：DDG-68）
- 蘭海軍デ・ゼーヴェン・プロヴィンシェン級フリゲート
  - エヴァーツェン （HNLMS Evertsen：F805）
- 後方支援艦艇
  - タイド型給油艦
    - タイドスプリング（RFA Tidespring：A136）

  - フォート・ヴィクトリア級補給艦
    - フォート・ヴィクトリア（RFA Fort Victoria：A387）

## 艦名
かつて、クイーン・エリザベスという客船と軍艦がイギリスに同時に存在した。1940年から1948年の間、キュナード社の客船「クイーン・エリザベス」と、イギリス海軍の戦艦「クイーン・エリザベス」が同時に現役であった。
2010年にキュナード社のクルーズ客船である「クイーン・エリザベス」が就航しており2017年には約70年ぶりに同じ状況が復活した。
ただし、20世紀と21世紀どちらの艦船も、名の由来の「クイーン」は、客船は王妃エリザベス、軍艦は女王エリザベスである。

## ギャラリー

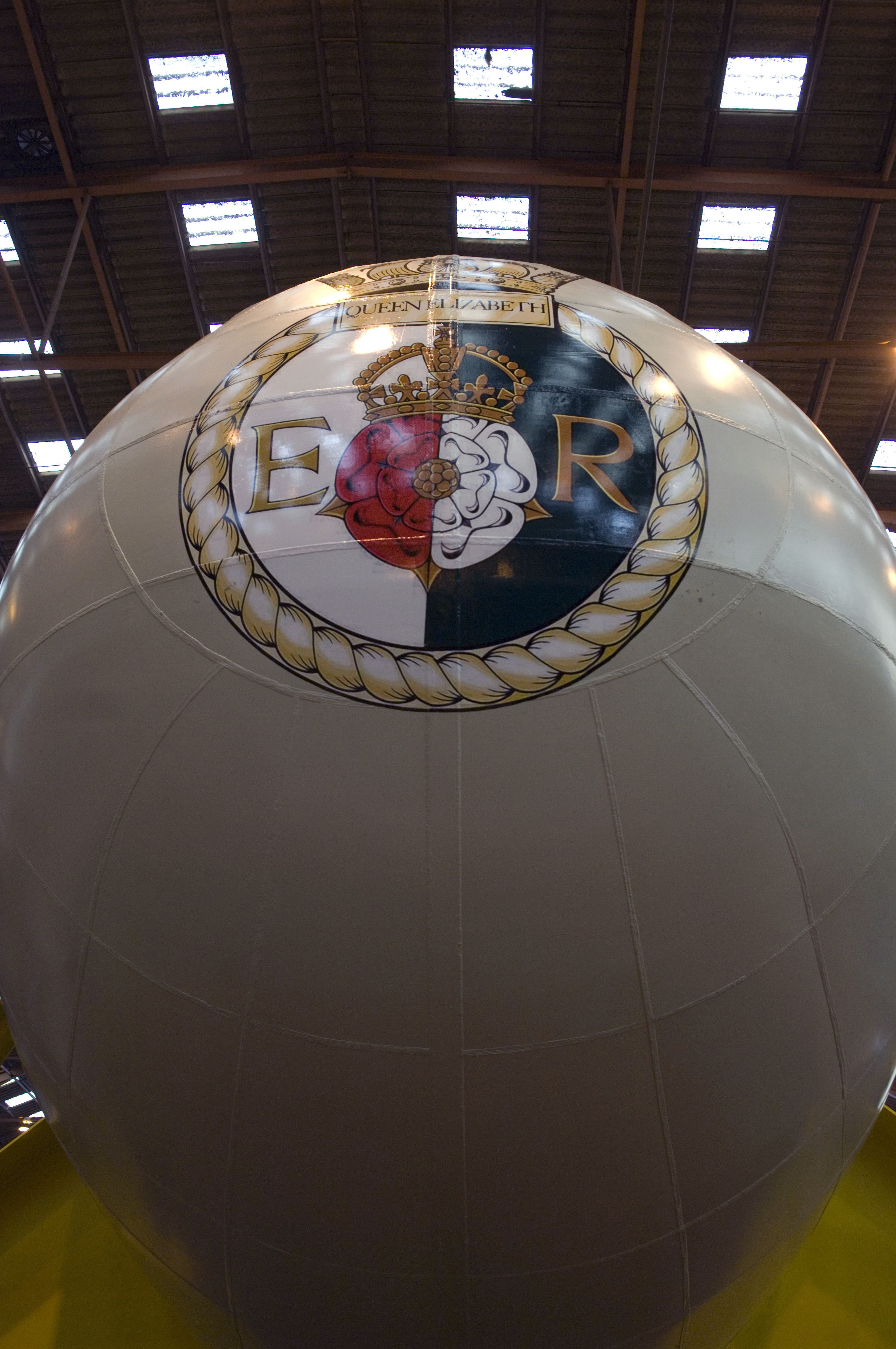
バルバス・バウ
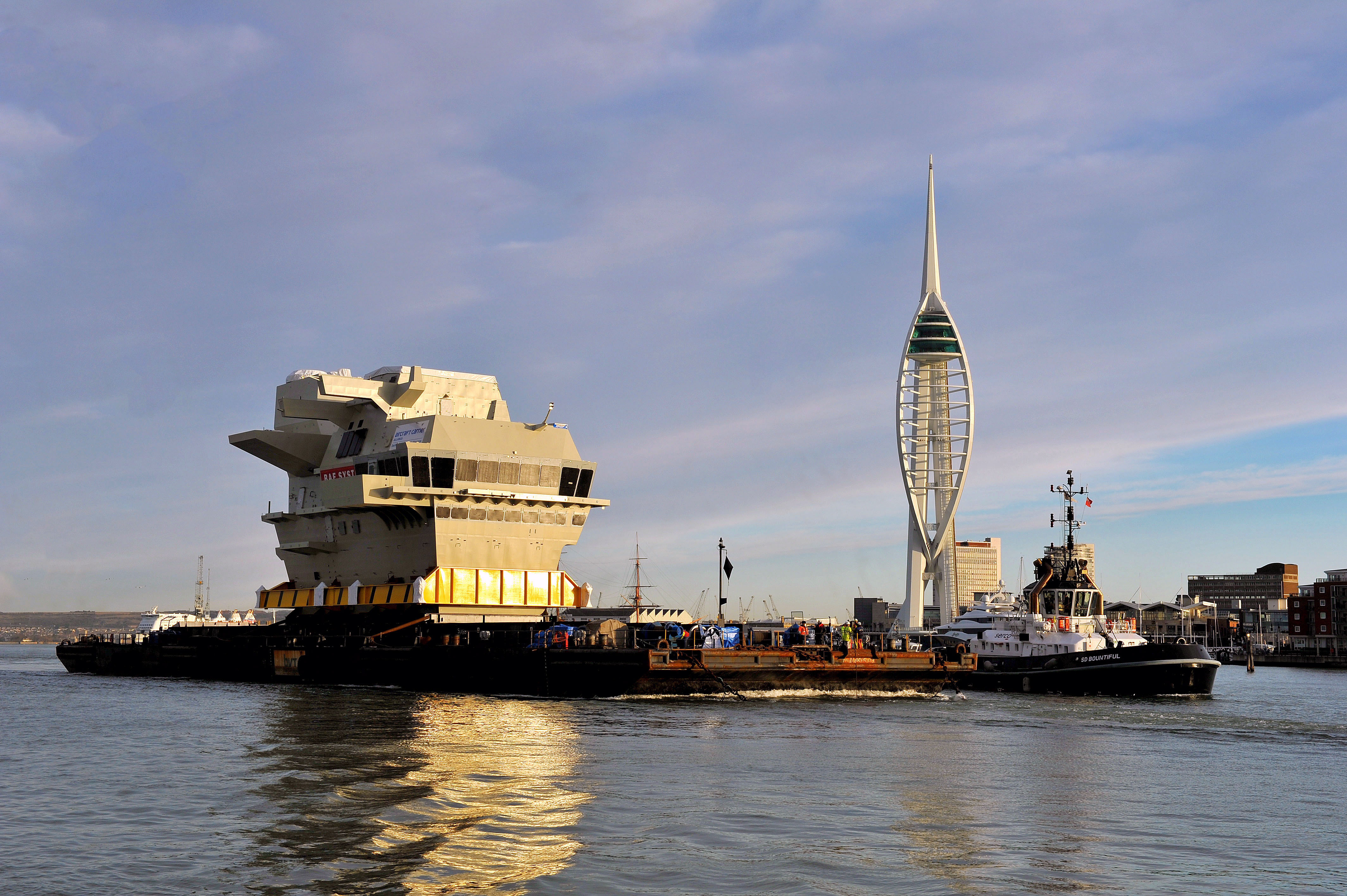
アイランド（2013年2月）
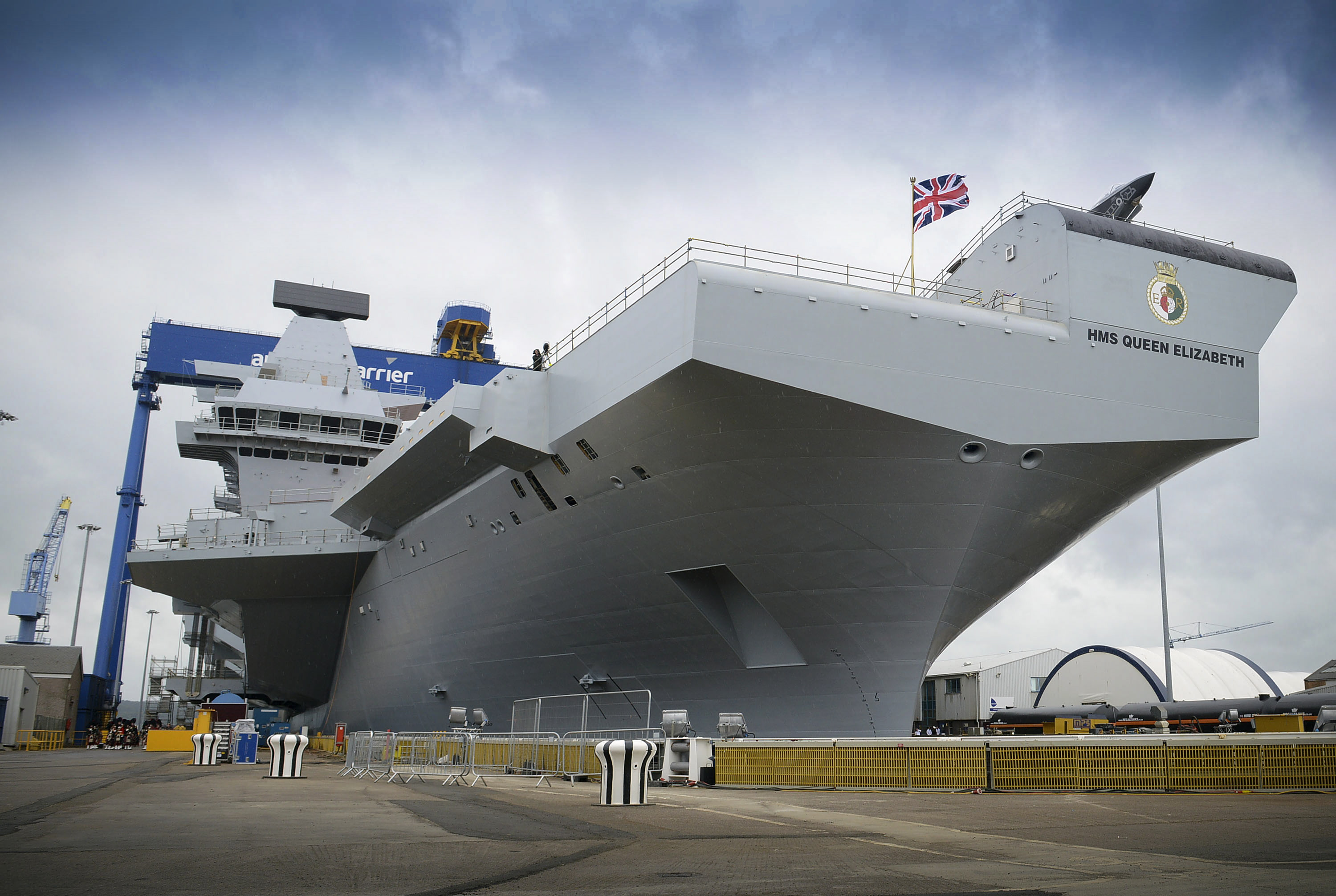
船首
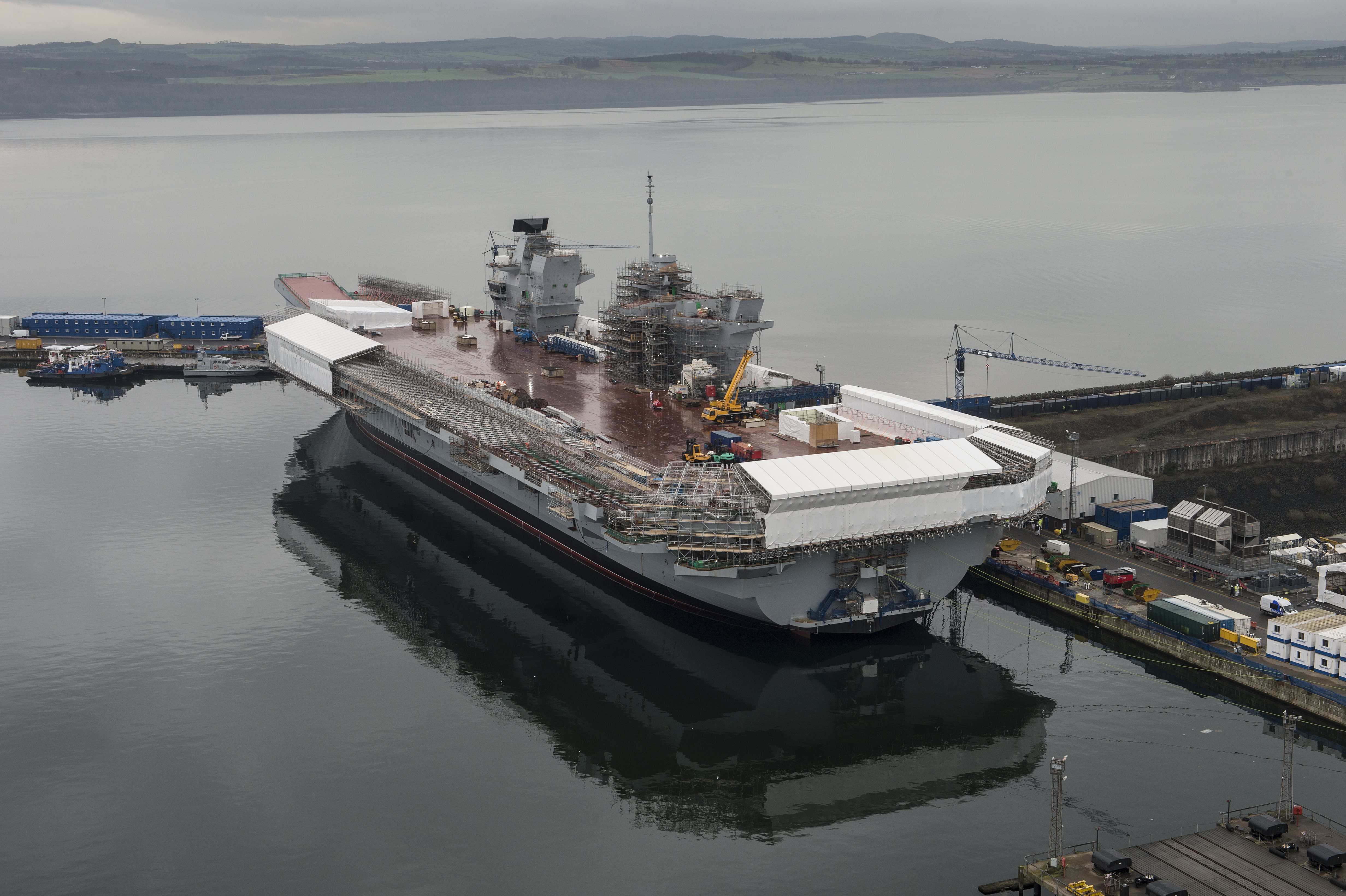
艤装（2014年12月1日）
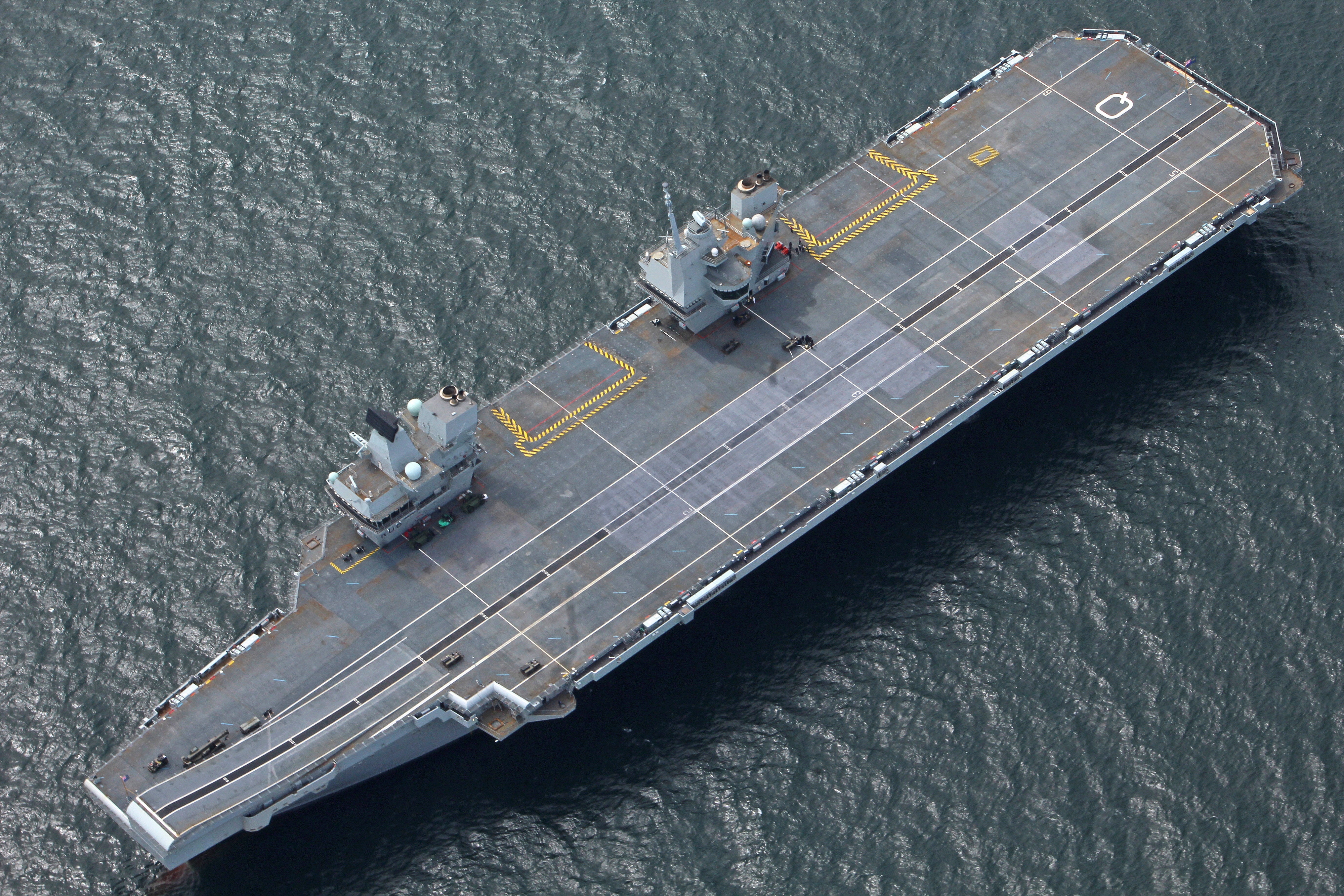
エリザベスの上面図（2017年6月28日）
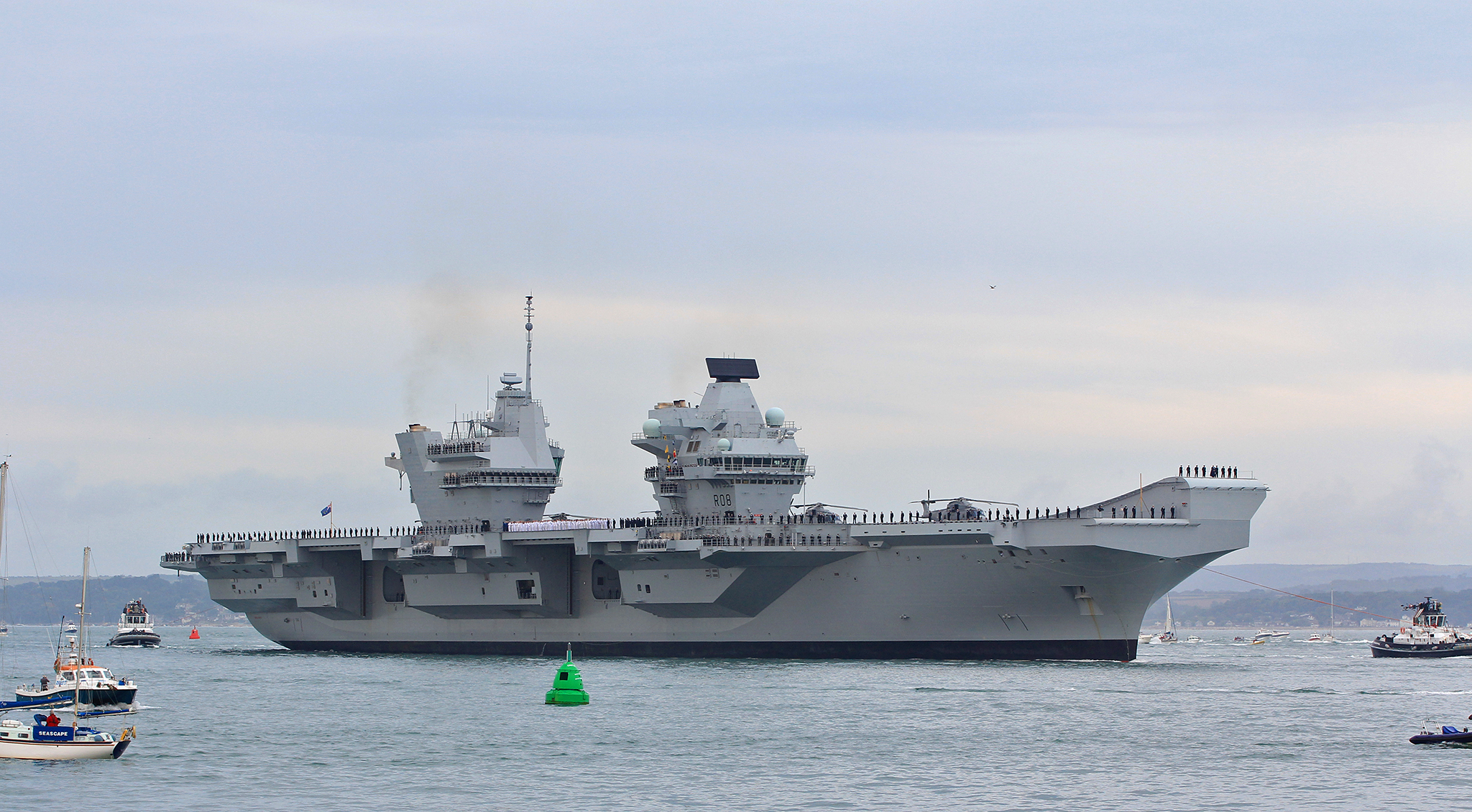
ポーツマス海軍基地に入る（2017年8月16日）
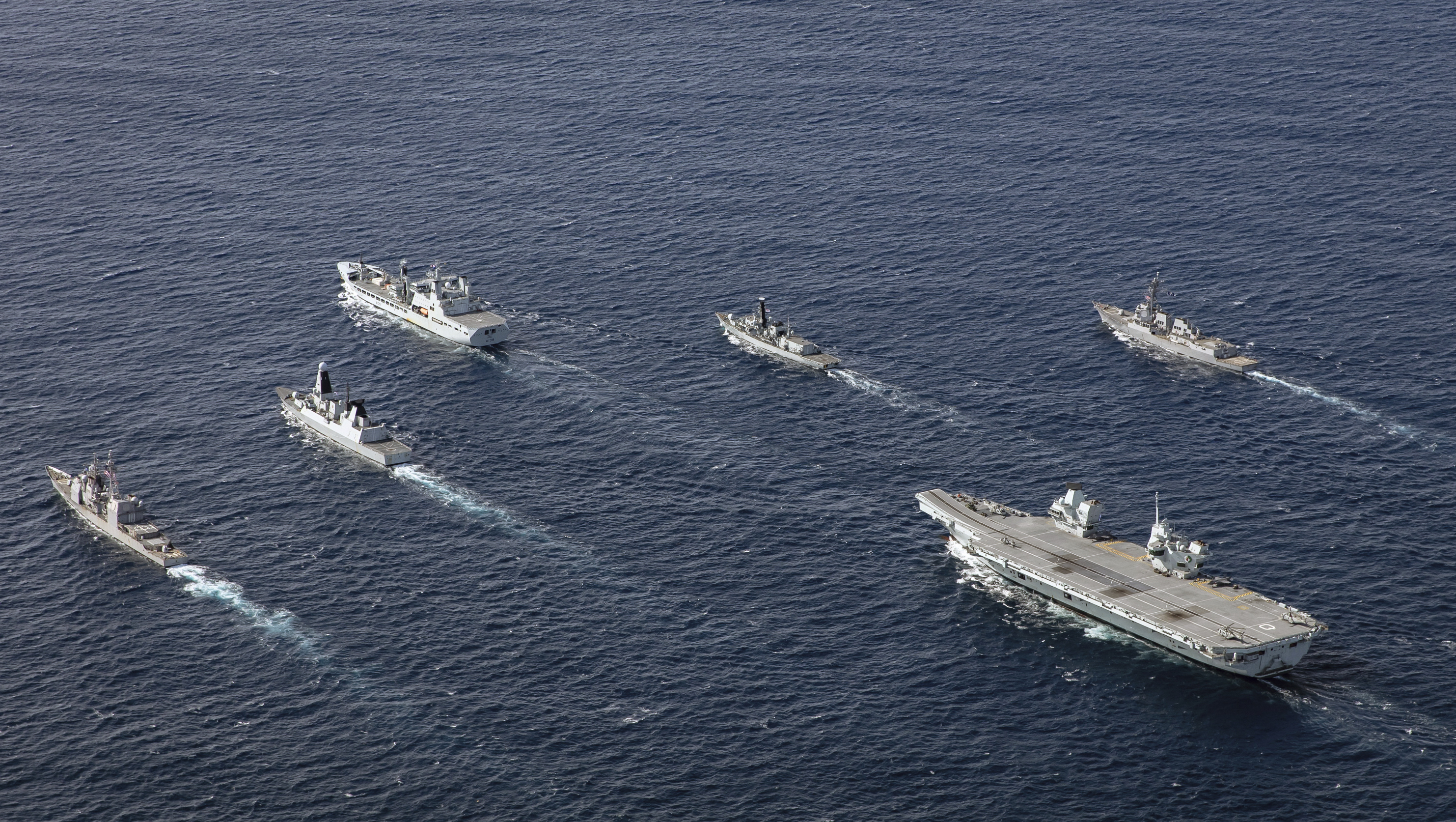
Exercise Westlant19に参加中の英国空母打撃群（2019年11月）
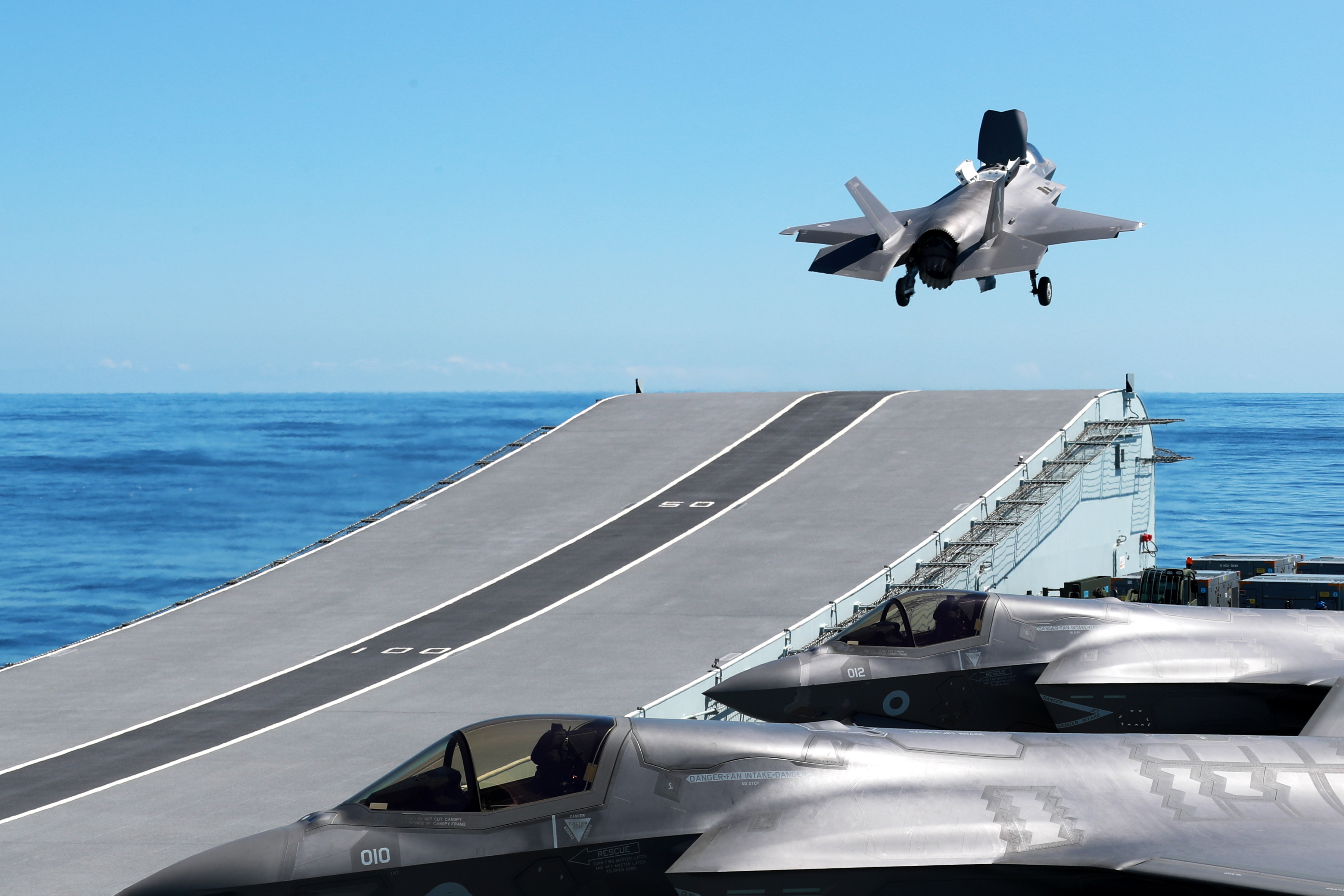
エリザベスから発艦する第617飛行隊のF-35B
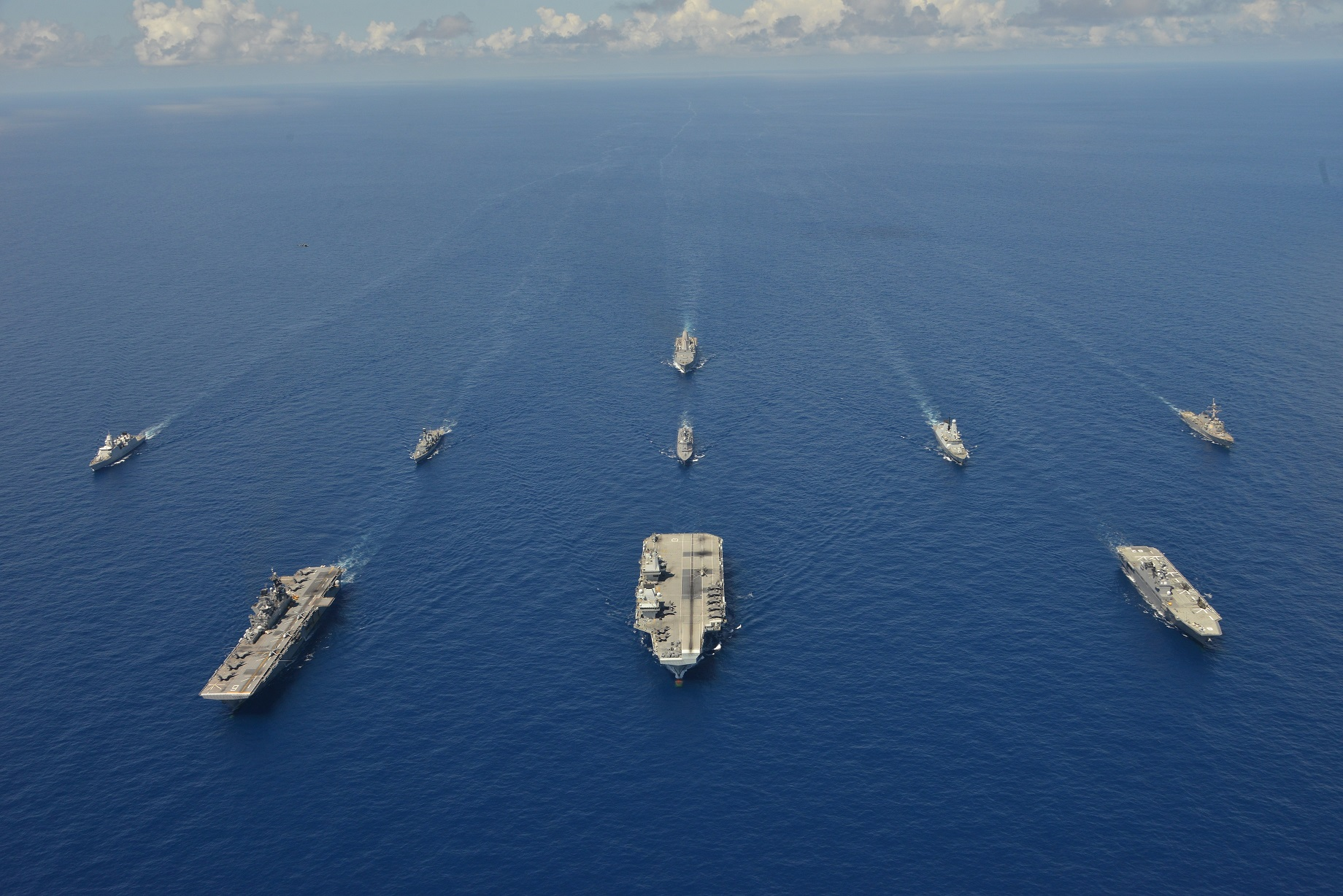
日米蘭の艦艇と共同訓練中のエリザベス（中央手前）（2021年8月24日）
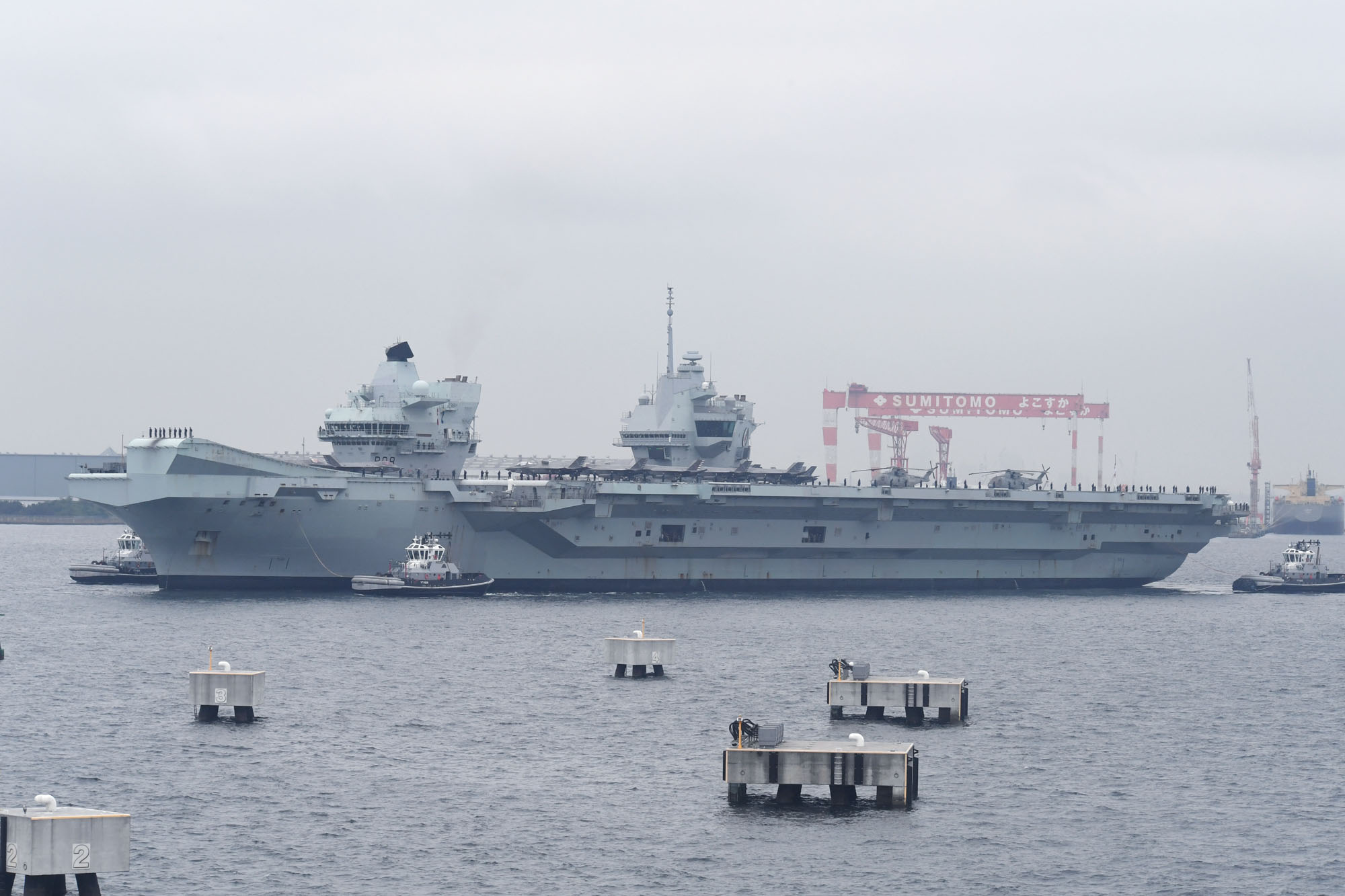
横須賀基地に寄港する「エリザベス」（2021年9月4日）
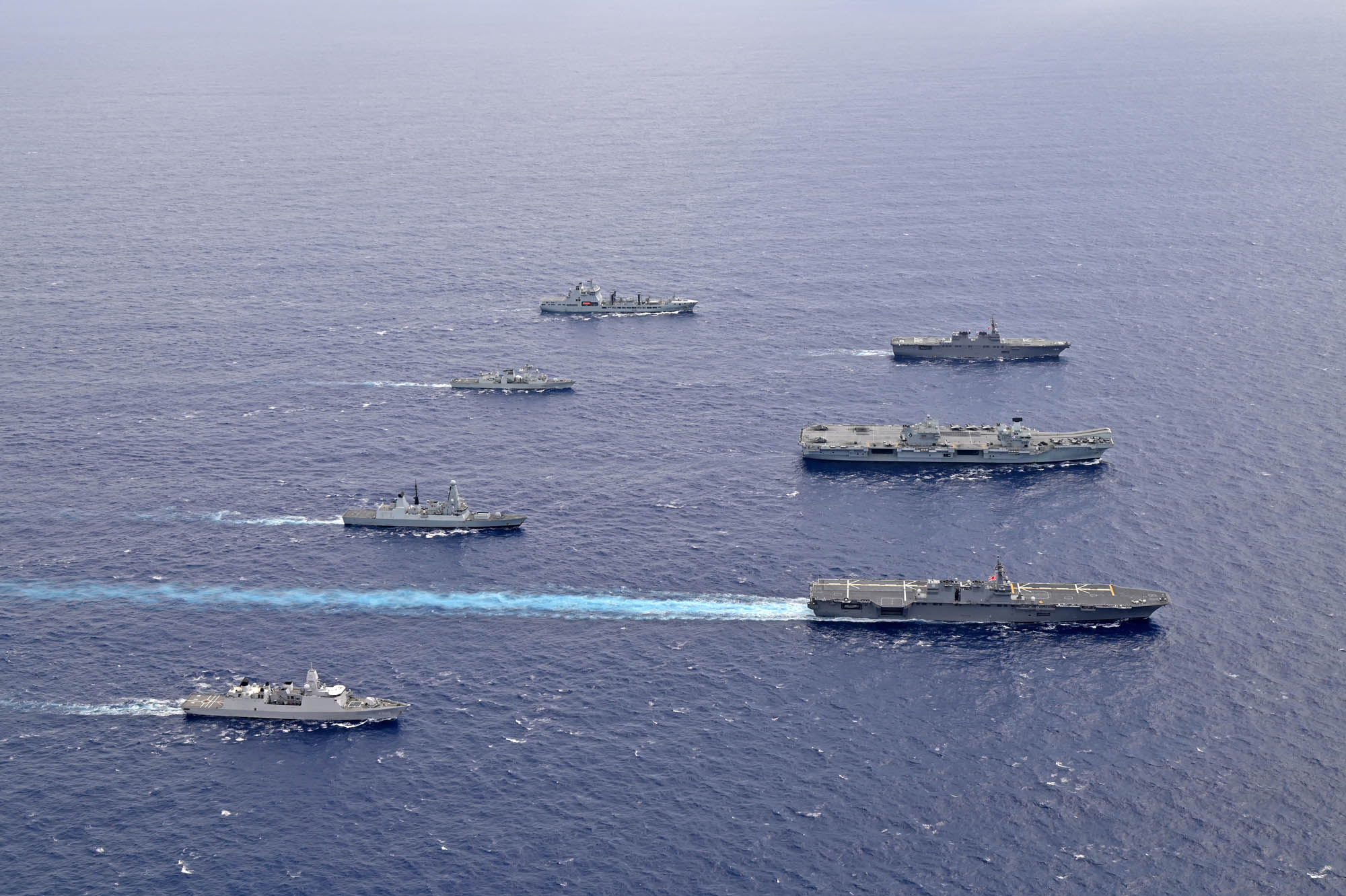
共同訓練を実施中のエリザベス（右中）と護衛艦「いずも」（右前）（2021年9月）
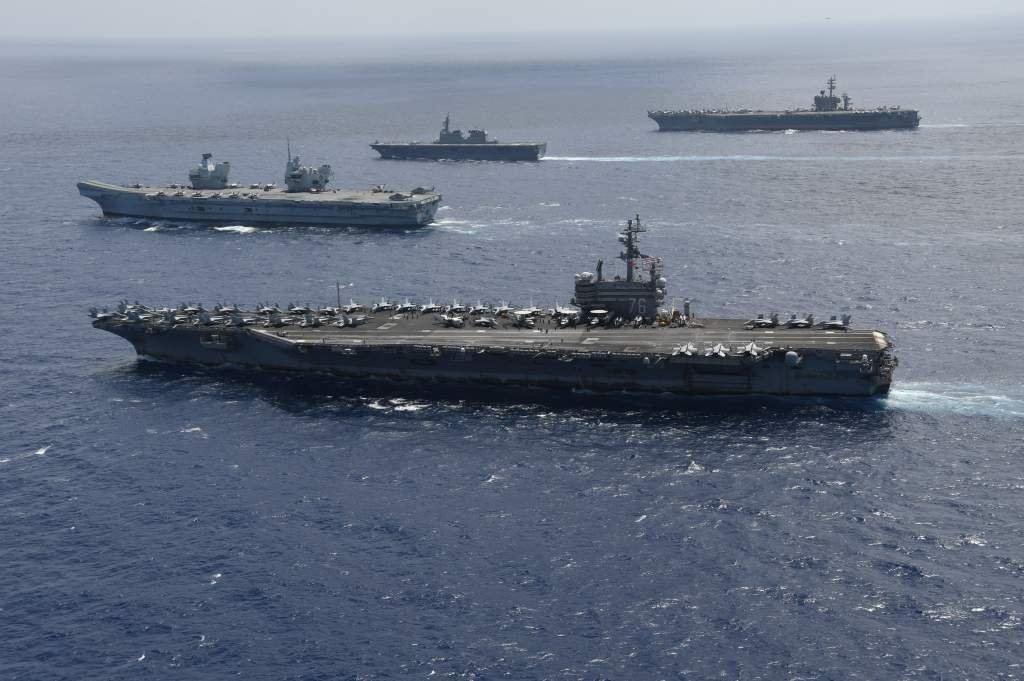
手前から米空母「ロナルド・レーガン」、「クイーン・エリザベス」、護衛艦「いせ」、米空母「カールビンソン」（2021年10月）